# یواس‌اس دراکو
یواس‌اس دراکو ممکن است به یکی از موارد زیر اشاره داشته باشد:
- یواس‌اس دراکو (ای‌کی-۷۹)
- یواس‌اس دراکو (۱۸۶۱)